# Корнейчук, Дмитрий Емельянович
Дмитрий Емельянович Корнейчук — советский хозяйственный деятель, Герой Социалистического Труда.

## Биография
Родился в 1940 году в Ровно. Член КПСС.
С 1957 года — на хозяйственной работе. В 1957—2001 гг. — механизатор широкого профиля на целине в Павлодарской области Казахской ССР, солдат во Внутренних войсках Министерства внутренних дел СССР, бригадир комплексной бригады строительного управления «Талнахстрой» Норильского горно-металлургического комбината имени А. П. Завенягина Министерства цветной металлургии СССР, генеральный бригадиром комплексной бригады СМУ-16 «Центракадемстрой».
Указом Президиума Верховного Совета СССР от 8 июля 1985 года присвоено звание Героя Социалистического Труда с вручением ордена Ленина и золотой медали «Серп и Молот».
Умер в Троицке в 2019 году.